# Kyle Higashioka
Kyle Harris Higashioka (Huntington Beach, California, 20 de abril de 1990), más conocido como Kyle Higashioka, es un jugador profesional estadounidense de béisbol que se desempeña en la posición de cácher en Texas Rangers, equipo de las Grandes Ligas de Béisbol (MLB).

## Carrera
Higashioka hizo su debut en la MLB con el equipo New York Yankees, en el cual jugó siete temporadas (2017-2023), después pasó a San Diego Padres (2024), posteriormente a Texas Rangers.